# 1377 Робербоа
1377 Робербоа (1377 Roberbauxa) — астероїд головного поясу, відкритий 14 лютого 1936 року.
Тіссеранів параметр щодо Юпітера — 3,608.